# Bartomeu Barceló i Tortella
Bartomeu Barceló i Tortella (Felanitx, Mallorca, 4 d'octubre de 1888 — Barcelona, 11 de febrer de 1973) fou prevere, missioner paül i poeta, anomenat missioner de la Santa Poesia.
Abans que prevere fou missioner paül Amb catorze anys, sota la influència de Pere Julià de la Congregació de la Missió, va decidir marxar a Figueres i ingressar al seminari menor dels pares Paüls. Al seminari va prendre noció dels conceptes de la unitat de la llengua i la nació catalana completa, que marcaren la seva visió política. El maig de 1914, ja com a capellà, va començar una estada de dos anys al Perú com a missioner. Posteriorment va estar dos anys més a Barcelona, per acabar tornant a Mallorca, concretament a Palma.
Ja en aquell moment era reconegut com a predicador i aquest reconeixement va ser el motiu pel qual la Confraria de Sant Jordi el va convidar a fer el sermó de la Festivitat de les Quaranta Hores a la catedral de Girona el 6 d'abril de 1925, en plena Dictadura de Primo de Rivera. Durant el sermó va demanar "per al seu poble aquella justícia i aquella llibertat que Crist guanyà a pols per a la humanitat". Com a conseqüència d'aquest sermó va ser detingut, empresonat durant una setmana i potseriorment es va exiliar a França durant prop de cinc anys.
Va ser un poeta grandiloqüent i fecund. La seva Obra poètica aparegué pòstumament el 1974.
Des del seu exili a la Catalunya Nord va participar nombroses vegades als Jocs Florals de Barcelona enviant les seves obres per correu.

## Obres
- Obra poètica (1974)

Poemes presentats als Jocs Florals de Barcelona
- Cinc poemes. Cinc amors (1931)
- A la Glòria de la Terra-Mare. A la Glòria de la Mar-Nostra (1931)
- Encantaments i Anhels (1931)
- El gran silenciós. Jofre (1931)
- A Falset la del bon vi (1932)
- Hi aniré (1932)
- La Riera. Fugitiva amor (1932)
- L'estel de l'amor (1932)
- De l'humà al diví (1932)
- Na Martina (1932)
- Te'n recordes? (1932)
- On ets? (1932)
- Cofret de Reliquies (1933)
- Enyorívola (1933)
- Ella dins meu. Verge i mare (1933)